# Stelis ornata
Stelis ornata là một loài lan được tìm thấy ở México to Trung Mỹ.

## Hình ảnh

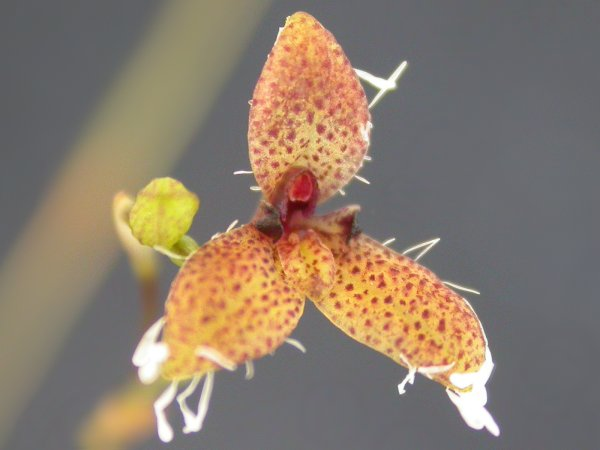